# Vuk - Il cucciolo di volpe
Vuk - Il cucciolo di volpe (inglese/ungherese/tedesco: Vuk, svedese: Vuk - Den lilla rävungen) è un film d'animazione del 1981, scritto da Attila Dargay, István Imre e Ede Tarbay, e diretto da Attila Dargay, tratto dal romanzo omonimo di István Fekete.